# تد هیبرد
تد هیبرد (انگلیسی: Ted Hibberd; ۲۲ آوریل ۱۹۲۶ – ۱۰ مهٔ ۲۰۱۷) بازیکن هاکی روی یخ اهل کانادا بود.